# Saint-Sylvestre (Haute-Vienne)
Saint-Sylvestre település Franciaországban, Haute-Vienne megyében. Lakosainak száma 922 fő (2022. január 1.). Saint-Sylvestre Ambazac, Bonnac-la-Côte, Compreignac, Razès és Saint-Léger-la-Montagne községekkel határos.

## Népesség
A település népessége az elmúlt években az alábbi módon változott:
| Lakosok száma | 914  | 921  | 940  | 924  | 922  | 919  | 920  | 924  | 922  |
|               | 2013 | 2015 | 2016 | 2017 | 2018 | 2019 | 2020 | 2021 | 2022 |